# Karoo suculento
El Karoo suculento es una ecorregión de la ecozona afrotropical, definida por WWF, que se extiende por la costa atlántica del sur de África, desde el sur de Namibia hasta Sudáfrica.
Forma, junto con las ecorregiones de desierto del Namib, Karoo nama, sabana arbolada de Namibia y desierto de Kaoko, la región denominada desiertos del Namib, Karoo y Kaoko, incluida en la lista Global 200.

## Descripción
Es una ecorregión de desierto con una extensión total de 102 700 kilómetros cuadrados; se extiende por la franja costera del suroeste de Namibia y la provincia Septentrional del Cabo, en Sudáfrica, donde la corriente de Benguela provoca frecuentes nieblas. Hacia el interior, la región llega a las tierras altas de la provincia Occidental del Cabo. Limita al sur con el fynbos, de clima mediterráneo, al norte con el desierto del Namib y al este con el Karoo nama.

## Flora
El Karoo suculento alberga la flora más rica del mundo de plantas suculentas, aproximadamente un tercio de las 10 000 especies conocidas en todo el mundo. También es muy rica en geofitas, con unas 630 especies.

## Endemismos
65 géneros y 1940 especies de plantas son endémicas de esta ecorregión. La mayor proporción de endemismos animales se da entre los arácnidos, insectos y reptiles.

## Estado de conservación
En peligro crítico.
Las principales amenazas que se ciernen sobre la ecorregión son el pastoreo, la minería y la recolección ilegal de plantas suculentas.

## Protección
La ecorregión ha sido designada hotspot de biodiversidad por Conservation International, pero menos del 3 % de la ecorregión está protegido en diez reservas.